# Furgghorn
Furgghorn är en bergstopp i Schweiz.   Den ligger i kantonen Valais, i den södra delen av landet, 110 km söder om huvudstaden Bern. Toppen på Furgghorn är 3 467 meter över havet, eller 170 meter över den omgivande terrängen. Bredden vid basen är 3,0 km.
Terrängen runt Furgghorn är huvudsakligen bergig, men den allra närmaste omgivningen är kuperad. Runt Furgghorn är det glesbefolkat, med 10 invånare per kvadratkilometer.. Närmaste större samhälle är Zermatt, 8,4 km nordost om Furgghorn. 
Trakten runt Furgghorn består i huvudsak av gräsmarker.